# De Kievit (zuivelfabriek)
De Kievit was een zuivelfabriek bij het dorp Grijpskerk in de Nederlandse provincie Groningen, die heeft bestaan van 1888 tot 1969. Het was in de latere jaren de prijsleider van de provincie Groningen. Bekende producten waren de zogenoemde 'kievitskaas' en de roomboter 'Grijpskerk', waarvan de laatste werd aangeprezen met 'De naam zegt alles'.

## Geschiedenis

### Oprichting
Nadat in 1886 de eerste Nederlandse zuivelfabriek was opgericht in Warga en er vervolgens ook op diverse plekken in Groningen zuivelfabrieken werden gesticht, nam in 1888 landbouwer Cornelis Gaele Hoekstra het initiatief voor een oprichtingsvergadering in Grijpskerk. De betrokkenen bleken hier wel voor te voelen, waarna aan de toenmalige gemeente Grijpskerk het verzoek werd gedaan om een terrein te verkopen aan het Poeldiep, nabij het toenmalige werkhuis. De gemeente ging akkoord op 22 juni, maar de betrokkenen blijkbaar niet, want iets later bleek dat ze een terrein aan de Waardweg op het huidige bedrijventerrein van Grijpskerk hadden gekocht. Dit perceel lag gunstiger vanwege de aanwezigheid van de Zuiderried (afvoer vuil water) en grotere mogelijkheden voor uitbreiding. Op 7 september ging de gemeenteraad akkoord en kon begonnen worden met de bouw. 
Er werd in eerste instantie een fabriek gebouwd met ketelkamer, machinekamer, karn- en ontromingslokaal, koelkamer, boter- en pekelkelder, kaaslokaal en spoelplaats en verder een kaaspakhuis met ijshuis en kolenpakhuis en een directeurswoning. Voor de onderneming werd door de 18 deelnemende landbouwers in december 1888 een naamloze vennootschap opgericht. In januari 1889 werd de fabriek geopend.

### Eerste decennia

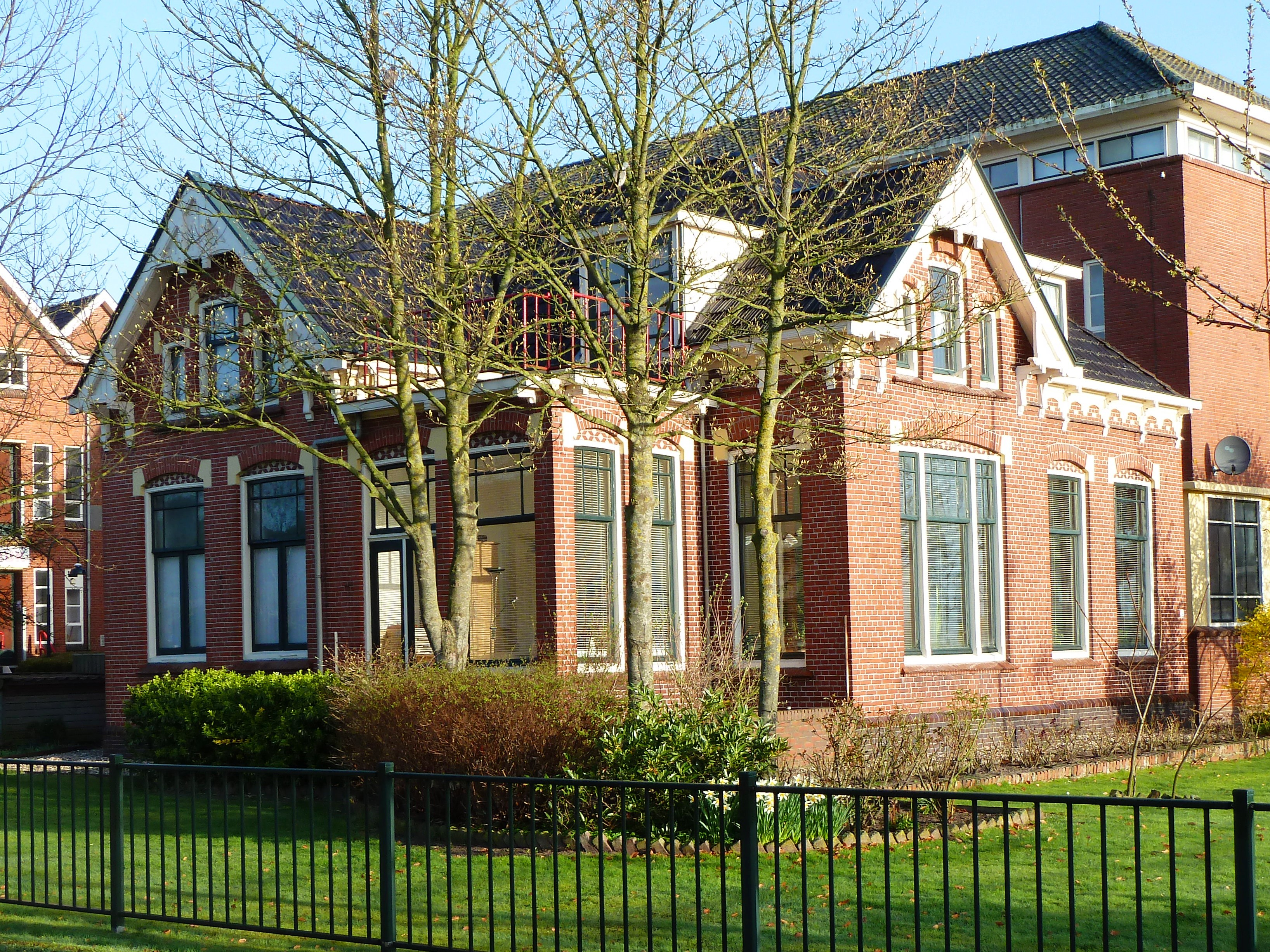
Directeurswoning uit 1909 in overgangsarchitectuur

Aanvankelijk werd er vooral boter geleverd aan Engeland. Hoekstra was aangewezen als eerste directeur, maar bleek al snel niet tot deze taak in staat, zodat hij in 1891 werd vervangen door een andere directeur. De fabriek liep echter wel goed; zo goed dat ze al na twee jaar te klein bleek en in 1893 werden daarom uiteindelijk een ijshuis en een kaaspakhuis bijgebouwd. Na een aantal kwakkelende jaren als gevolg van meer export van Australische boter naar Engeland, waardoor de prijzen onder druk kwamen te staan, verbeterde de omzet vanaf 1895, met een topomzet in 1902 toen verschillende melkleveranciers werden overgenomen van de zuivelfabriek van Briltil en de 'rit' vanaf Grootegast werd overgenomen en de zuivelfabriek van Niekerk een tijdlang haar melk liet verwerken bij De Kievit. Tussen 1889 en 1903 steeg het aantal melkleveranciers van 51 naar 344. Dit maakte dat een nieuwe uitbreiding noodzakelijk bleek. 
In de jaren daarna werd de fabriek voorzien van nieuwe machines, bekkens aangelegd en een laboratorium ingericht. In 1908 werden drie woningen voor het hoofdpersoneel tegenover de fabriek gebouwd en in 1909 werd een nieuwe directeurswoning gebouwd naar ontwerp van Klaas Siekman. In dat jaar werd er ook een gouden medaille gewonnen op de botertentoonstelling van Boedapest. In 1912 was het de op een na grootste fabriek wat betreft volume verwerkte melk van de 369 zuivelfabrieken die aangesloten waren bij de Algemeene Nederlandsche Zuivelbond (alleen die van Enschede was groter). In 1913 werd de fabriek daarop gemoderniseerd. Het dagelijkse volume verwerkte melk steeg in 25 jaar van 6.000 naar 50.000 kilo melk.

### Eerste Wereldoorlog
In 1914 gooide de Eerste Wereldoorlog roet in het eten; 8 werknemers werden gemobiliseerd, de wereldmarkt verkeerde in chaos en de handel kwam plotseling tot stilstand. Het gevolg was dat de productie stagneerde en de aandeelhouders in 1914 37.000 gulden moesten lenen om de melk van de maanden juli en augustus te kunnen betalen. Kort daarop stegen de melk- en kaasprijzen echter weer tot ongekende hoogten, hetgeen de hele oorlog zo bleef. Dit zorgde voor meer inkomsten, maar daartegenover stond dat personeel schaarser werd, de lonen ook meestegen, steenkool en andere grondstoffen schaarser werden en dus ook duurder. Daarop greep de overheid in en stelde prijzen vast en stelde regels op voor de uitvoer. In de oorlogsjaren 1917 en 1918 werd de ondernemersvrijheid helemaal ingeperkt en diende de fabriek haar melk te leveren aan de Leeuwarder Condensfabriek en de consumptiemelk aan Holland. 
In 1917 werd de fabriek echter toch verbouwd en vergroot. Dat jaar was voor het eerst de prijs van kaas hoger dan die van melk. In augustus 1919 achtte de overheid het goed om de fabriek weer een exportvergunning te verlenen en in november werd de markt weer vrijgegeven. Pas in 1921 werden alle overheidsmaatregelen opgeheven en kon de fabriek weer vrij produceren.

### Interbellum

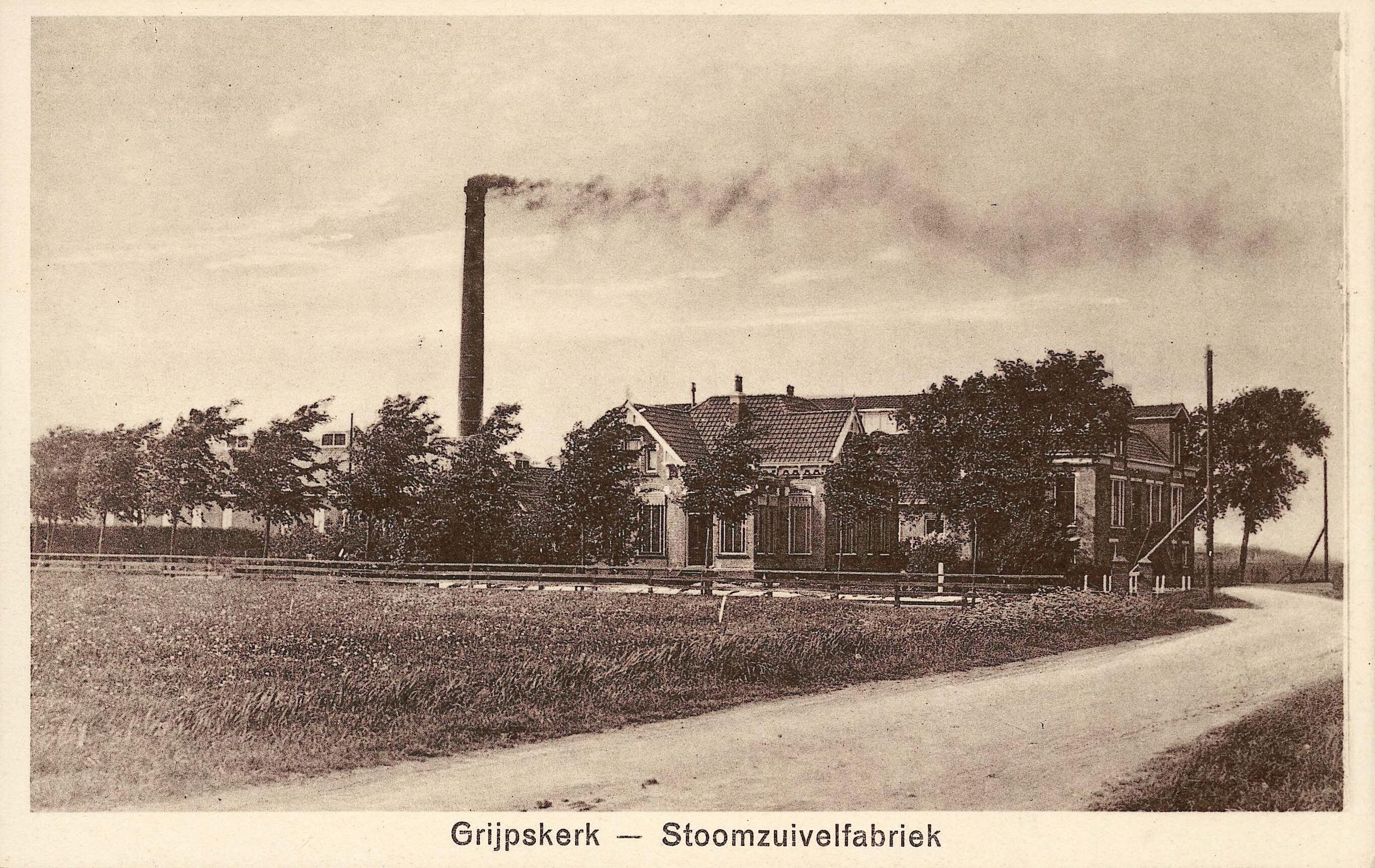
De zuivelfabriek op een ansichtkaart uit ongeveer 1930

In 1920 veerden de prijzen weer wat op en kwamen er steeds meer kopers uit Engeland, later gevolgd door de Verenigde Staten, België en Frankrijk. Maar door de gedaalde koopkracht uit Duitsland en de toenemende import van zuivelproducten uit overzeese gebieden naar Engeland, verdwenen deze afzetmarkten deels en bleven alleen België en Frankrijk over. Ook daar was echter sprake van toenemende concurrentie uit Denemarken en Australië. Hierdoor werd Nederland in 1921 de grootste afnemer (voor de oorlog was dit 20%). In 1922 was Engeland echter weer de grootste afnemer. In de jaren erop kwam ook Duitsland terug. In 1930 werd de fabriek uitgebreid, maar vanaf dat jaar stortte door de economische crisis de afzet echter opnieuw in. De fabriek legde zich daarop toe op de productie van melkpoeder en gecondenseerde melk. In 1935 kreeg de fabriek opnieuw een gouden medaille, ditmaal in Brussel. Het afvalwater van de fabriek vervuilde de omliggende polders van de Ruigewaard en in 1939 werd daarom een houten afvoerleiding van 3,4 kilometer aangelegd naar het Zijldiep.

### Tweede Wereldoorlog
In de Tweede Wereldoorlog kreeg de fabriek opnieuw te maken met toenemende overheidsbemoeienis, waarbij gecondenseerde melk en melkpoeder niet langer geproduceerd mochten worden, caseïne en verstuivingspoeder in voorgeschreven hoeveelheden moesten worden geproduceerd en verschillende malen producten voor andere zuivelfabrieken moesten worden gemaakt. Daarbij stond de productie van de fabriek soms ook noodgedwongen stil. Ook werden bedrijfsvervoersmiddelen gevorderd (in 1944 werden de Kromhoutdieselauto en de Ford gevorderd door het Nationalsozialistisches Kraftfahrkorps en bleef alleen een klein vrachtwagentje over) en werd in 1944 de brug bij Gaarkeuken gebombardeerd zodat melkrijders om moesten rijden.

### Latere jaren
Na de oorlog werden er nieuwe voertuigen aangeschaft (een gebruikte legerwagen en een GMC-vrachtwagen) en wist men de Kromhout te herkrijgen (na een lange zoektocht). Nadat er een tekort bleek aan melkers werden in de jaren 1945 en 1946 proeven gedaan met machinaal melken, maar boeren deden hetzelfde. De export werd weer hersteld en uitgebreid naar verschillende Europese landen en landen in de tropen (met name gesuikerde gecondenseerde melk). De kaasmakerij werd in 1949 gesloopt om plaats te maken voor een grotere, die gereedkwam in 1951. De tijden leken echter gekeerd en in 1950 werd een vergadering belegd waarin de aandeelhouders twee zaken werden voorgelegd: een mogelijke fusie met de zuivelfabriek van Ezinge en de omzetting van de naamloze vennootschap in een coöperatieve vereniging voor beide fabrieken, zoals geëist door Ezinge bij een eventuele fusie. De eis van de coöperatieve vereniging leidde er echter toe dat Grijpskerk een jaar later de onderhandelingen afbrak en in 1952 werd na veel discussie besloten de naamloze vennootschap voort te zetten en de fabriek te verhuren aan de op te richten coöperatieve vereniging. Na lange juridische procedures van tegenstanders, trad in 1955 de Coöperatieve Zuivel- en Melkproductenfabriek "Grijpskerk" G.A. in werking (in 1952 reeds opgericht). Het daaropvolgende jaar gingen alle aandeelhouders op in de nieuwe coöperatieve vereniging, die ook de inventaris en een deel van de gebouwen van de fabriek kocht en de rest huurde van de NV.

### Fusie en sluiting
De markt voor onafhankelijke zuivelfabrieken was echter steeds onzekerder geworden en langzamerhand werd steeds meer gedacht aan een fusie om sterker te kunnen staan. In 1963 werden de mogelijkheden bekeken om als Groningse fabriek deel te nemen aan de Friese Coöperatieve Condensfabriek Friesland. De Kievit was hiervan een van de oprichters, maar had vanaf 1933 een tijdlang zelf condensmelk geproduceerd. In 1967 werd een verzoek hiertoe ingediend, maar werd hier niet op ingegaan omdat men toen de provincie Groningen nog zag als jachtterrein van DOMO. In juni 1968 werd daarop besloten tot een fusie van de Kievit (jaarlijkse productie van 30 mln. kg melk) met de zuivelfabriek Twee Provinciën van Gerkesklooster (40 mln. kg), daar de aanvoergebieden van beide fabrieken op verschillende plekken sterk door elkaar liepen en beide fabrieken de hoogste melkprijs boden in hun provincie. De Kievit was toen voor het grootste deel een kaasfabriek en ging zich daarop toeleggen op de verwerking van melkpoeder voor Gerkesklooster. Deze fusie vormde echter de opmaat voor de sluiting van de fabriek; in 1969 besloot Gerkesklooster zelf de jaarlijkse 70 miljoen kg melk te gaan verwerken. In september werd daarop de NV opgeheven en in januari 1970 werd de inboedel van de fabriek verkocht. De poedertoren werd overgebracht naar Gerkesklooster, dat ook het personeel overnam. Bij de liquidatie had de fabriek ook een aantal personeelswoningen in Grijpskerk in bezit, waaronder drie panden aan de Kievitsweg (15, 17 en 19), vier aan de Kastanjelaan (33, 35, 35a en b), twee aan de Aykema Burchtstraat (2 en 4), twee aan het Kerkplein (3a en b) en een noodwoning achter de fabriek. De Twee Provinciën fuseerde in 1995 met De Goede Verwachting uit Workum en Huisternoord uit Huis ter Noord (Oudwoude) (deze werd toen gesloten) tot een nieuwe fabriek met de naam Twee Provinciën en dus twee vestigingen. In 1997 fuseerde de Twee Provinciën met Coberco, Friesland-Domo (Friesland Dairy Foods) en de ZOH tot Zuivelcoöperatie De Zeven Provinciën die de nieuwe onderneming Friesland Coberco Dairy Foods noemde (in 2004 hernoemd tot Friesland Foods, in 2005 tot Royal Friesland Foods), die in 2008 onder de naam Friesland Foods fuseerde met Campina tot FrieslandCampina, waarbij de zuivelfabriek van Gerkesklooster nu het merk Frico Cheese verzorgt.

## Fabrieksgebouwen
De fabriek werd gesierd door een hoge stenen schoorsteen, die op 14 mei 1980 werd opgeblazen. Het rest van de fabrieksgebouwen werd later aangewezen als rijksmonument. De fabrieksgebouwen werden later aangewezen als verzamelplaats voor bedrijven.